# 石黒成直
石黒 成直（いしぐろ しげなお、1957年10月30日 - ）は日本の実業家。TDK代表取締役社長、NTTデータ取締役。

## 人物・経歴
東京都出身。東京都立府中高等学校を経て、1981年北海道大学理学部化学科中退。音楽好きだったため、1982年東京電気化学工業（現在TDK）入社。磁気テープ事業に従事。2002年レコーディングメディア&ソリューションズビジネスグループ欧州営業部経営企画担当部長。2014年執行役員。2015年常務執行役員。
2016年TDK代表取締役社長に昇格。主力事業の転換をはかり、モノのインターネット化に対応するためセンサー事業に重点を置いた海外での企業買収などのM&Aを進め、コンデンサー事業の好調などで売上高を伸ばした。2022年NTTデータ取締役。